# フロント・ライン・アッセンブリー
フロント・ライン・アッセンブリー (Front Line Assembly) は、カナダのエレクトロ・インダストリアルバンド。1986年、スキニー・パピーのメンバーだったビル・リーブが結成した。
当初の音楽性はEBM系だったが、インダストリアル色を強めるなど変化を続けている。

## 来歴
スキニー・パピーでベース・シンセとバック・ボーカルを担当していたビル・リーブは、1986年にバンドを離脱したのち、自らのプロジェクト「フロント・ライン・アッセンブリー」を立ち上げ、『Nerve War』というデモテープを作成する。その後、1987年にファースト・アルバム『The Initial Command』を発表。1989年には『Gashed Senses & Crossfire』の収録曲「Digital Tension Dementia」がビルボードの「Hot Dance Club Songs」にて最高45位を記録。
1992年のアルバム『タクティカル・ニューラル・インプラント - 戦・術・神・経・移・植』で従来のEBM路線からエレクトロ・インダストリアルへと変化し、収録曲「Mindphaser」はその年のカナディアン・ミュージック・ビデオ・アウォードで「Best Alternative Video」を受賞した。1999年にはビデオゲーム『Quake III Arena』のサウンドトラックを作成している。
2000年代に入り、類型的なインダストリアル・ロックやインダストリアル・メタルからの脱却を図るべく、バンドはギターをサンプリングに変え、1980年代のエレクトリック路線へと原点回帰していった。
2018年1月にメンバーのジェレミー・インケル（Jeremy Inkel、2005年加入。キーボード、プログラミング担当）が、喘息の合併症により死去している。

## メンバー

### 現在のメンバー
- ビル・リーブ (Bill Leeb) - ボーカル、シンセサイザー、キーボード、パーカッション (1986年– )
- ライズ・フルバー (Rhys Fulber) - シンセサイザー、キーボード、プログラミング、パーカッション (1989年–1997年、2003年–2006年、2014年– )
- ジェイソン・バジネット (Jason Bazinet) - ドラム (2010年– )
- ジェフ・スウェアレンジン (Jeff Swearengin) - ライブ・シンセサイザー、エレクトロニクス (2017年– )

### 旧メンバー
- マイケル・バーチ (Michael Balch) - シンセサイザー、キーボード、プログラミング、パーカッション (1987年–1989年)
- クリス・ピーターソン (Chris Peterson) - シンセサイザー、キーボード、プログラミング、パーカッション (スタジオ・ワーク: 1997年–2001年、2005年–2010年 ツアー: 1991年–1993年、1998年–1999年、2002年、2006年–2007年)
- ジェレミー・インケル (Jeremy Inkel) - シンセサイザー、キーボード、プログラミング、パーカッション (スタジオ・ワーク: 2005年–2017年 ツアー: 2006年–2016年) ※2018年死去
- ジャレッド・スリンガーランド (Jared Slingerland) - ギター、シンセサイザー、キーボード、プログラミング、パーカッション (スタジオ・ワーク: 2005年–2016年 ツアー: 2006年–2015年)
- エイドリアン・ホワイト (Adrian White) - ライブ・ドラム 「hard wired tour 1995/96」、ライブ・ドラム WTG、ライブ・ドラム 「2006 Artificial Soldier tour」

## ディスコグラフィ

### スタジオ・アルバム
- The Initial Command (1987年)
- State of Mind (1988年)
- Corrosion (1988年)
- Gashed Senses & Crossfire (1989年)
- Caustic Grip (1990年)
- 『タクティカル・ニューラル・インプラント - 戦・術・神・経・移・植』 - Tactical Neural Implant (1992年)
- 『ミレニアム - 千年紀』 - Millennium (1994年)
- Hard Wired (1995年)
- [FLA]vour of the Weak (1997年)
- Implode (1999年)
- Epitaph (2001年)
- Civilization (2004年)
- Artificial Soldier (2006年)
- Improvised Electronic Device (2010年)
- Echogenetic (2013年)
- Wake Up the Coma (2019年)
- Mechanical Soul (2021年)

### コンピレーション・アルバム
- Convergence (1988年)
- Total Terror I (1993年)
- Total Terror II (1993年)
- Corroded Disorder (1995年)
- 『リクラメイション』 - Reclamation (1997年)
- The Singles: Four Fit (1998年)
- 『モニュメント』 - Monument (1998年)
- Cryogenic Studios (1998年)
- Explosion (1999年)
- Cryogenic Studio, Vol. 2 (2001年)
- Complete Total Terror (2004年)
- The Best of Cryogenic Studio (2005年)